# Gerhard von Lochem
Gerhard von Lochem, auch Loghem († 29. November 1344) war Syndicus der Hansestadt Lübeck und Lübecker Domherr.
Über Herkunft und Ausbildung von Lochems ist nichts bekannt, Lochem als Herkunftsname lässt auf Lochem in der Provinz Gelderland schließen. Als Syndicus der Stadt Lübeck taucht der Magister Gerhard von Lochem ab Michaelis 1327 und im Jahr 1328 in Urkunden und Gehaltsabrechnungen der Stadt Lübeck auf. Zweimal vertritt er 1328 die Stadt Lübeck bei dem Ratzeburger Bischof Markward von Jesowe, mit dem sich Lübeck dann schließlich 1330 unter Berufung auf seine Privilegien aus dem Reichsfreiheitsbrief über die Entfestigung seiner neuen Residenz Schönberg verglich. Weihnachten 1328 empfängt er sein letztes Gehalt.
Vom 30. Januar 1330 bis zum 8. August 1335 ist er als Küster am Lübecker Dom nachgewiesen, als Dekan des Domkapitels in der Zeit vom 27. Oktober 1335 bis zum 16. April 1339 und als Scholaster am 30. Juli 1341. Nach seiner Resignation ist ab 30. Juli 1341 wieder Wilke von Kraack unbestrittener Inhaber des Lübecker Dekanats. Um das Dekanatsamt führte Kraack mehrere Prozesse gegen Lochem, auch am 28. Februar 1345 noch um den Nachlass des inzwischen verstorbenen Gerhard von Lochem.